# Richmond (St. Vincent)
Richmond ist ein Ort auf der Insel St. Vincent, die dem Staat St. Vincent und die Grenadinen angehört. Der Ort liegt im Westen der Insel und gehört zum Parish Saint David.